# جينو باب
جينو باب (مواليد 15 ديسمبر 1951) هو مبارز بالسيف مجري، مثّل بلاده في الألعاب الأولمبية الصيفية 1980.

## روابط رياضية
جينو باب على موقع أوليمبيديا (الإنجليزية)
- جينو باب على موقع اللجنة الأولمبية المجرية (الهنغارية)